# Słowo kluczowe (informatyka)

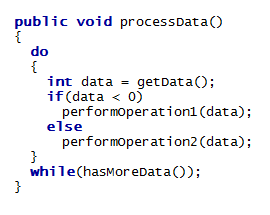
Skrawek kodu w Javie. Zawiera słowa kluczowe.

Słowo kluczowe (ang. keyword) w języku programowania oznacza słowo (należące zwykle do jakiegoś języka naturalnego, jak język angielski) stanowiące wyodrębnioną jednostkę leksykalną, często w określonym kontekście, mające szczególne znaczenie i identyfikujące określony rozkaz, instrukcję lub deklarację w programie komputerowym. Lista słów kluczowych jest najczęściej z góry ustalona dla danego standardu języka wraz z rozszerzeniami określonego producenta kompilatora.
W zależności od języka programowania, pisownia słów kluczowych może wymagać wprowadzania ich wyłącznie małymi lub dużymi literami oraz zachowywania określonej składni. Innym przykładem jest język Fortran, gdzie wielkość liter nie jest w ogóle rozróżniana, więc słowa kluczowe mogą być pisane na różne sposoby, równoważne są „Stop”, „STOP”, „sToP” itd. Starsze wersje Fortranu w odpowiednim kontekście ignorowały również m.in. spacje wewnątrz słowa kluczowego, np. „S t o p”.